# Samuel Osborne-Wylde
Samuel Osborne-Wylde (* 16. Januar 2004 in Birmingham) ist ein englischer Squashspieler.

## Karriere
Samuel Osborne-Wylde war bereits im Juniorenbereich auf nationaler Ebene sehr erfolgreich. Er gewann bei den englischen Meisterschaften der U11 ebenso den Titel wie bei den britischen Meisterschaften der U13, darüber hinaus wurde er bei der U19 englische Vizemeister.
Er spielte 2021 erstmals und seit 2024 regelmäßig auf der PSA Squash Tour, auf der er bislang drei Titel gewann. Den ersten sicherte er sich in der Saison 2024/25 im September in Stourbridge. Bereits zwei Monate darauf folgte in London der nächste Titelgewinn. Anfang März 2025 gewann er in Hollola sein drittes Turnier. Seine höchste Platzierung in der Weltrangliste erreichte er mit Rang 79 am 19. Mai 2025.

## Erfolge
- Gewonnene PSA-Titel: 3